# فيلق الجيش إس إس الحادي عشر
فيلق الجيش إس إس الحادي عشر (بالألمانية: XI. SS-Armeekorps لاحقًا XI. SS-Panzerkorps ) كان فيلق شوتزشتافل تم إنشاؤه في 24 يوليو 1944 في جنوب بولندا على أساس بقايا مقر فيلق الجيش الخامس في شبه جزيرة القرم وتم توظيفه في الجبهة الشرقية في 1944-1945 خلال الحرب العالمية الثانية.
لم يكن هناك وحدات إس إس في الفيلق، يتم تفسير وضع البادئة إس إس في الاسم من خلال حقيقة أن القائد ماتياس كلاينهيستركامب، لم يكن جنرالًا في الفيرماخت، بل كان إس إس-أوبر غروبن فوهرر. في 1 فبراير 1945 تم تحويل الفيلق إلى XI SS Panzer Corps.

## تكوين الفيلق
في سبتمبر 1944:
- فرقة غرينادير 78
- الفرقة غرينادير 544
- الفرقة غرينادير 545

في مارس 1945:
- فرقة بانزرجرينادير 25
- 712 فرقة المشاة
- قسم بانزرجرينادير كورمارك
- حصن Küstrin